# Volkswagen Polo Classic
Volkswagen Polo Classic är sedanversionen av småbilen Volkswagen Polo och en omdöpt version av Seat Córdoba, tillverkad från 1995 till 2001.

## Motoralternativ
| Modell  | Årsmodell | Motor                   | Cylindervolym | Effekt | Vridmoment | Bränslesystem      |
| ------- | --------- | ----------------------- | ------------- | ------ | ---------- | ------------------ |
| 1.4     | 1996-2001 | 4-cyl radmotor SOHC 8v  | 1390 cm³      | 60 hk  | 116 Nm     | Bränsleinsprutning |
| 1.4     | 2001      | 4-cyl radmotor DOHC 16v | 1390 cm³      | 75 hk  | 126 Nm     | Bränsleinsprutning |
| 1.6     | 1996-1997 | 4-cyl radmotor SOHC 8v  | 1595 cm³      | 75 hk  | 125 Nm     | Bränsleinsprutning |
| 1.6     | 1998-2000 | 4-cyl radmotor SOHC 8v  | 1598 cm³      | 75 hk  | 135-145 Nm | Bränsleinsprutning |
| 1.6     | 1996-2001 | 4-cyl radmotor SOHC 8v  | 1595 cm³      | 101 hk | 140-145 Nm | Bränsleinsprutning |
| 1.8     | 1997-2001 | 4-cyl radmotor SOHC 8v  | 1781 cm³      | 90 hk  | 145 Nm     | Bränsleinsprutning |
| 1.7 SDI | 1997-1999 | 4-cyl radmotor SOHC 8v  | 1716 cm³      | 60 hk  | 115 Nm     | Dieselmotor        |
| 1.9 SDI | 1996-1999 | 4-cyl radmotor SOHC 8v  | 1896 cm³      | 64 hk  | 125 Nm     | Dieselmotor        |
| 1.9 SDI | 2000-2001 | 4-cyl radmotor SOHC 8v  | 1896 cm³      | 68 hk  | 133 Nm     | Dieselmotor        |
| 1.9 TDI | 1997-2001 | 4-cyl radmotor SOHC 8v  | 1896 cm³      | 90 hk  | 202-210 Nm | Turbodiesel        |
| 1.9 TDI | 1999-2001 | 4-cyl radmotor SOHC 8v  | 1896 cm³      | 110 hk | 235 Nm     | Turbodiesel        |